# Блакитник
Блакитник (Sialia) — рід горобцеподібних птахів родини дроздових (Turdidae). Поширені в Північній Америці.
Блакитники мають блакитне або синьо-бежеве оперення. Самиці менш яскраво забарвлені, ніж самці, хоча колірні візерунки схожі, і немає помітної різниці в розмірі.

## Види
Виділяють 3 види:
- Блакитник середній (Sialia currucoides)
- Блакитник західний (Sialia mexicana)
- Блакитник східний (Sialia sialis)